# Escúter

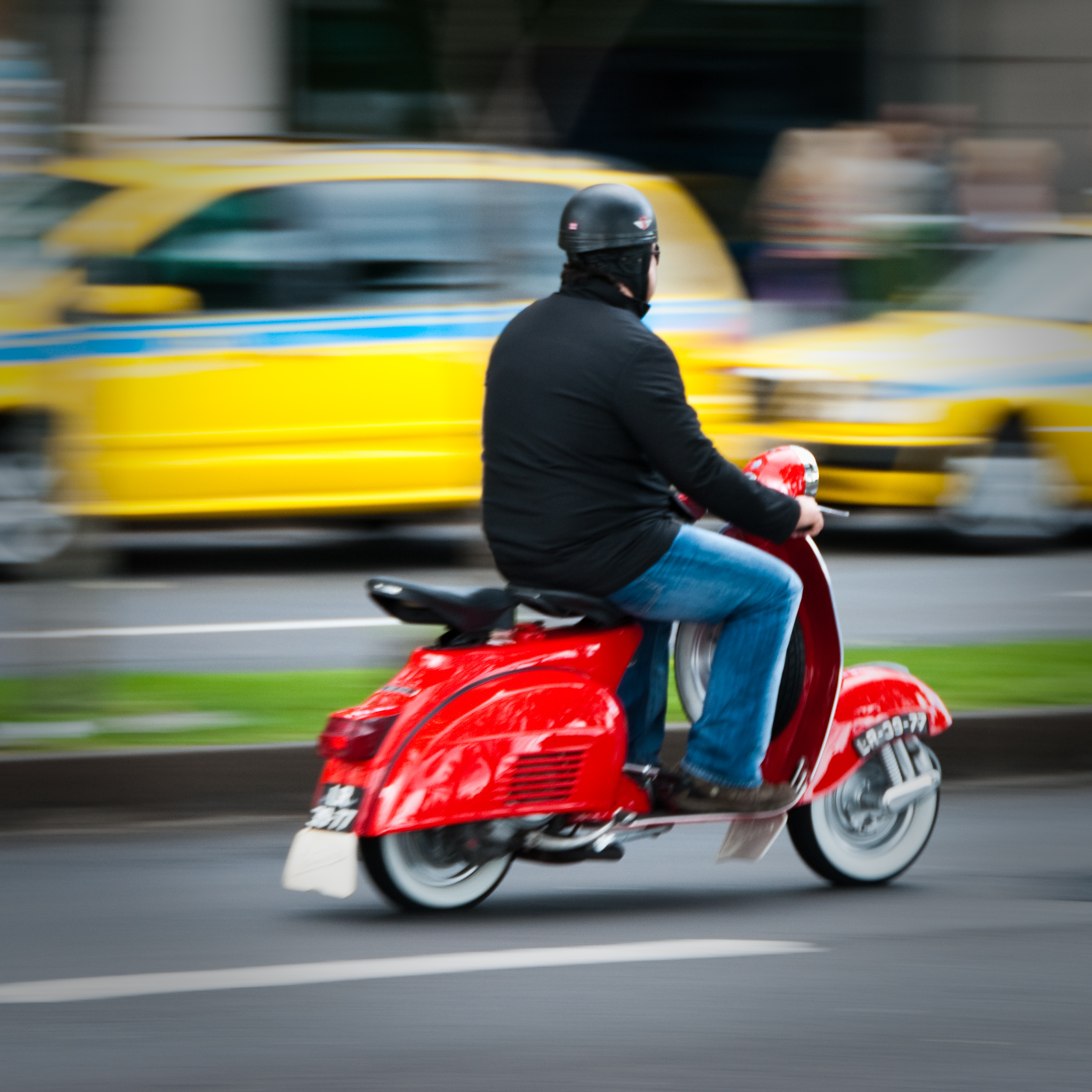
La Vespa fou el primer escúter de popularitat universal

Un escúter és una motocicleta de quadre obert, generalment de roda petita, que té el motor i els òrgans de transmissió a l'interior d'un carenat que suporta el seient i una base que permet de posar-hi els peus. El nom prové de l'anglès "scooter" (patinet), ja que els primers, construïts a Anglaterra, eren bàsicament patinets reforçats proveïts d'un petit motor.
Determinats elements del disseny dels escúters han estat presents en algunes de les primeres motocicletes, i ja abans de 1914 se n'havien fabricat d'identificables com a tals. L'evolució de l'escúter continuà a Europa i els EUA durant el període d'entreguerres, però la popularitat universal d'aquesta mena de vehicles data de la postguerra immediata a la Segona Guerra Mundial, amb l'aparició dels primers models de Vespa i Lambretta, creats per a proporcionar transport personal de baixa potència (motors de 50 a 250 cc). El disseny original és encara àmpliament emprat en aquest sector. Els maxi-scooters, amb motors de 250 a 800 cc, s'han desenvolupat per als mercats occidentals.
Els escúters són populars per al transport personal, en part degut al seu baix cost de compra i manteniment i a avantatges com ara la seva facilitat d'aparcament i capacitat d'emmagatzematge. Els requisits per a la llicència de conducció són més fàcils i menys costosos que els dels cotxes a la majoria de països, i l'assegurança és generalment més barata.

## Descripció

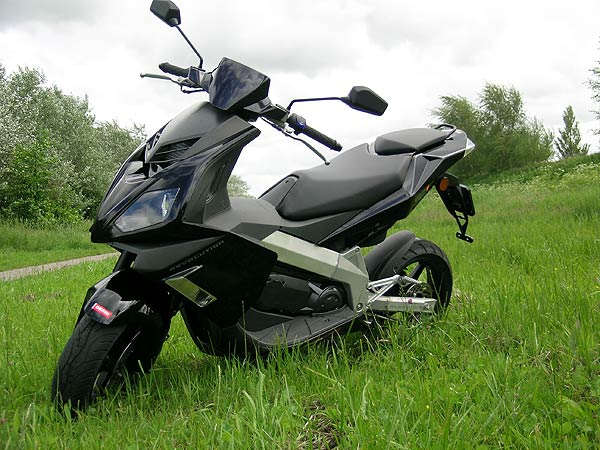
Escúter GP1 Hypersport

El disseny clàssic de l'escúter es compon d'un quadre tipus "pas a través" (step-through en anglès), és a dir, franc, obert com a les antigues bicicletes per a dones -sense l'obstacle, per tant, del dipòsit de combustible-, i d'una plataforma o base plana per als peus del conductor. Aquest disseny és possible perquè la majoria dels motors i sistemes de transmissió per a escúter estan connectats a l'eix del darrere o sota el seient. A diferència d'una motocicleta convencional, en la qual el motor està muntat sobre el bastidor, els escúters més moderns duen el motor acoblat a la roda del darrere. La majoria dels escúters antics i alguns de més recents tipus Retro duen motors muntats a l'eix amb una transmissió manual i les palanques de canvi i embragatge integrades al manillar esquerre. La majoria dels escúters moderns incorporen transmissió variable contínua.
Usualment els escúters tenen una carrosseria que consta d'escut frontal i carrossat general, amagant tot o la major part dels components mecànics. Sovint hi ha un cert espai d'emmagatzematge integral, ja sigui sota el seient, incorporat a l'escut frontal o a ambdós llocs. La majoria dels escúters tenen motors monocilíndrics de poca cilindrada (de 50 a 400 cc), tot i que els maxi-scooters en poden tenir de 400 a 800 cc bicilíndrics.
Tradicionalment, les rodes dels escúters són més petites que les de les motos convencionals i estan fetes de xapa d'acer o d'aliatge d'alumini, fàcilment extraïbles i sovint intercanviables entre els eixos anterior i posterior. Alguns escúters tenen una roda de recanvi. Molts dels més recents fan servir una sola forquilla convencional davant i darrere, mentre que alguns tenen doble suspensió basculant posterior.

## Història

### Predecessors de l'escúter
Al voltant de la dècada de 1900 varen començar a aparèixer trets propis dels escúters en el disseny de motocicletes. El 1894, Hildebrand & Wolfmüller produí la primera motocicleta disponible al mercat. Tenia un quadre de "pas a través", dipòsit de combustible muntat al tub descendent i motor de dos cilindres paral·lels a la part inferior del quadre (els cilindres, muntats en línia amb aquest). El motor era refrigerat per aigua, amb el radiador incorporat a la part superior del parafang posterior. Aquest model esdevingué el primer vehicle de motor de dues rodes a produir-se en sèrie i a comercialitzar-se, a banda de ser un dels primers a propulsar-se principalment pel seu motor i no pels pedals.
La velocitat màxima era de 40 km/h. La roda del darrere es propulsava directament per barres des dels pistons de manera semblant a les rodes motrius de les locomotores de vapor. Només se'n fabricaren uns pocs centenars d'unitats, i l'alt cost i dificultats tècniques condemnaren l'empresa al fracàs financer, tant per a Wolfmüller com per al seu soci capitalista, Hildebrand.
A França es presentà l'Auto-Fauteuil el 1902. Era més que res una moto amb quadre de "pas a través" amb una butaca (fauteuil en francès) en comptes del selló tradicional. La producció va continuar fins a 1922.

Predecessors de l'escúter
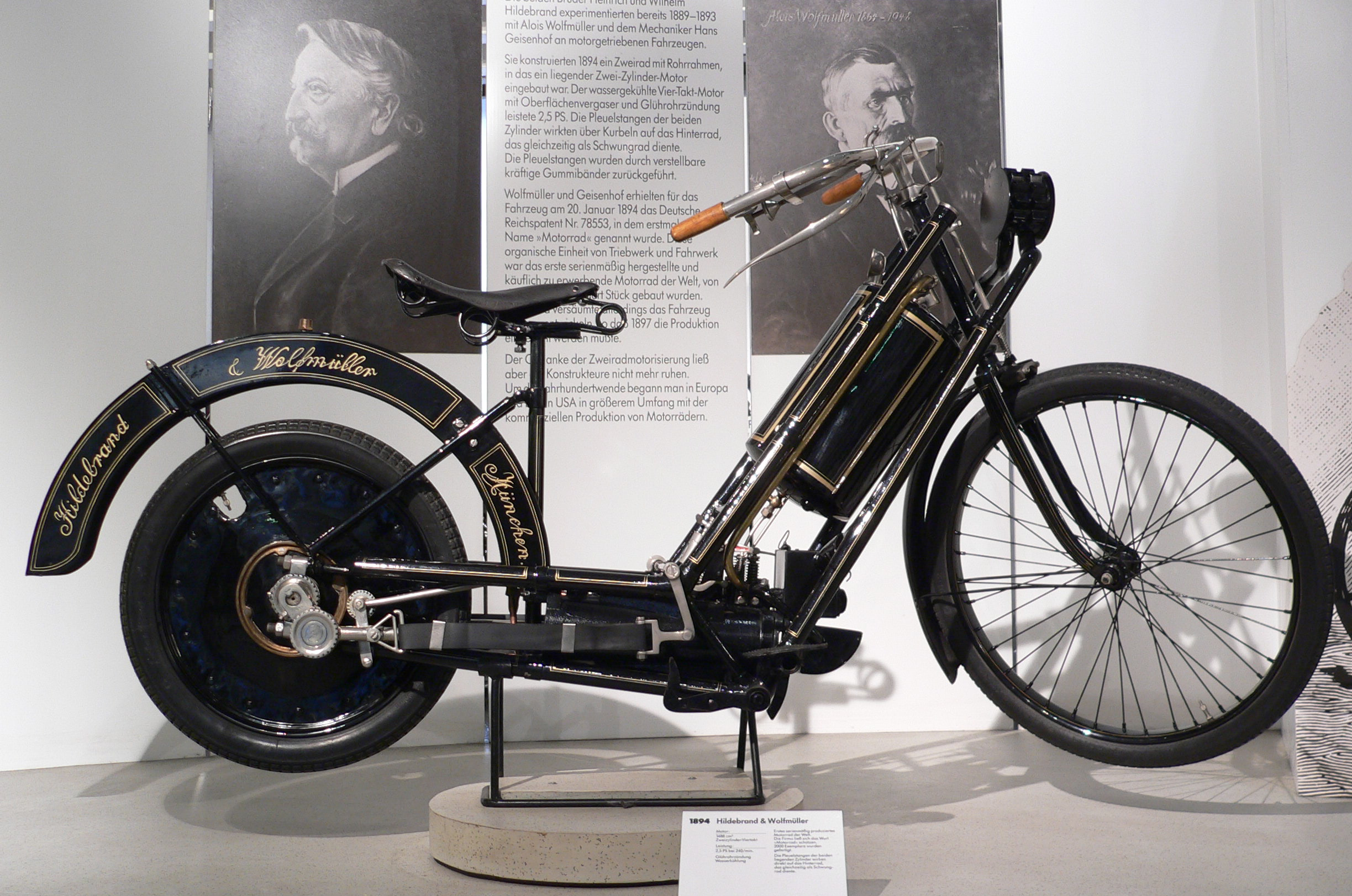
Hildebrand & Wolfmüller de 1894
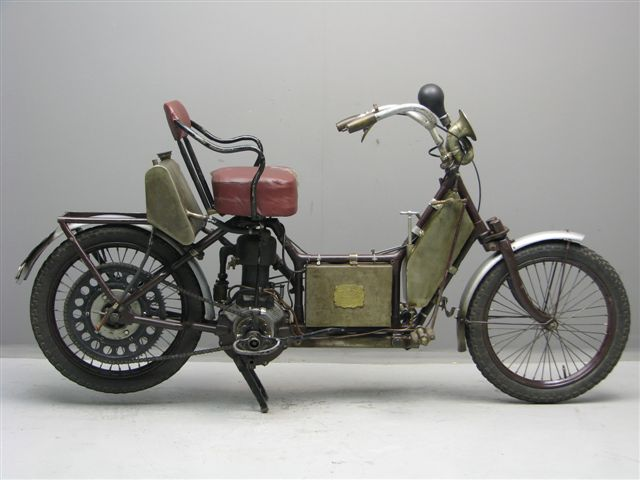
Auto-Fauteuil de 1908

### La primera generació (1915–1930)
El 1915 va entrar en producció el Motoped, considerat el primer escúter pròpiament dit. Aquell mateix any el seguí l'Autoped, el motor del qual s'engegava tot empenyent la columna del manillar cap endavant, i els frens tot tirant-la enrere. L'Autoped es fabricà a Long Island, Nova York, de 1915 a 1921, i a Alemanya per Krupp, sota llicència, de 1919 a 1922.
El nombre de fabricants i dissenys d'escúters augmentà després de Primera Guerra Mundial. El 1919 aparegueren el Skootamota, el Kenilworth, i el Reynolds Runabout, seguits el 1920 per l'Unibus de la Gloucestershire Aircraft Company. El Skootamota destacà per ser pràctic, popular i econòmic, el Kenilworth pel seu enllumenat elèctric i el Reynolds Runabout per les seves avançades especificacions, com ara la suspensió anterior, caixa del canvi de dues velocitats, escut frontal i seient pneumàtic amb molles i ressorts helicoidals. L'Unibus també tenia una caixa del canvi de dues velocitats, però el seu tret més destacable era la carrosseria completa, similar a la que aparegué més tard, a la segona i tercera generació d'escúters.
La reputació dels escúters de la primera generació quedà malmesa per un excés de màquines inestables amb marcs flexibles, mentre que els productes millors, com ara el Reynolds Runabout i l'Unibus, eren massa cars per a poder ser competitius. La primera generació s'acabà cap a mitjan dècada de 1920.

Escúters de primera generació, 1915–1930
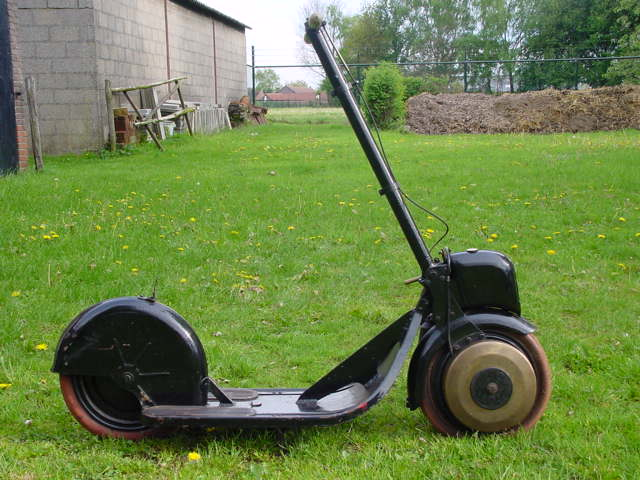
Autoped Ever Ready (1919)
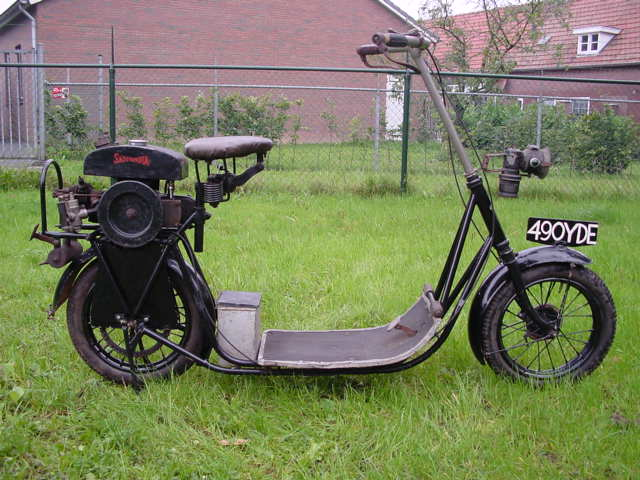
ABC Skootamota, dissenyat per Granville Bradshaw
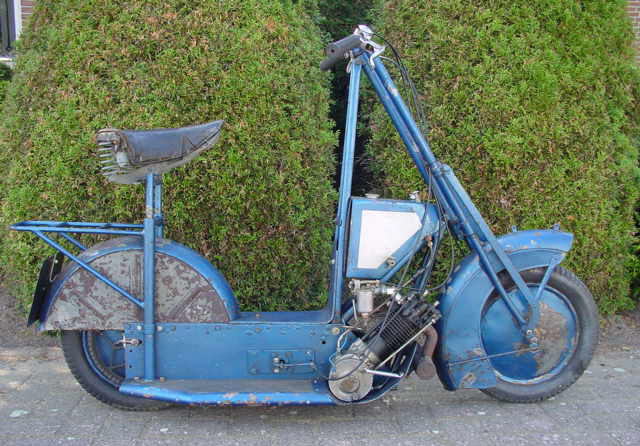
Kenilworth, escúter britànic de 1921

### La segona generació (1936–1968)
E. Foster Salsbury i Austin Elmore varen desenvolupar el Salsbury Motor Glide, un escúter amb el seient damunt del tren de transmissió tancat, i en començaren la producció el 1936 a Califòrnia. El 1938, Salsbury introduí una moto més potent amb transmissió variable contínua, essent el primer cop que aquest dispositiu es muntava en un escúter. L'èxit fou tal que Salsbury va intentar llicenciar el disseny per a diversos fabricants europeus, entre els quals Piaggio. El Motor Glide establí els estàndards per a tots els models posteriors. Va inspirar la producció d'escúters per part d'altres fabricants, com ara Powell, Moto-scoot, Cushman, Rock-Ola, i altres.
L'empresa Cushman va produir escúters des de 1936 fins a 1965. Cushman era un fabricant de motors que va començar a fer escúters després que Salsbury trobés inacceptable la seva oferta de subministrament de motors. Cushman i Salsbury van competir entre si, mirant qui feia l'escúter més econòmic. Cushman afirmava que el seu recorria 120 milles per galó a 30 mph (és a dir: 193 km per 4,5 litres a 48 km/h). El 1940 incorporà un embragatge centrífug als seus escúters.
El Cushman Auto Glide Model 53 fou dissenyat per a ser llançat en paracaigudes amb les tropes aerotransportades de l'exèrcit, arribant a ser anomenat Cushman Airborne ("aerotransportat"). Els escúters Cushman es varen emprar també a les bases militars per a serveis de missatgeria. Salsbury continuà fabricant escúters fins al 1948, i Cushman fins al 1965.
Harley-Davidson fabricà una petita sèrie del seu escúter Topper, de 165 cc, entre 1960 i 1965. El motor era el del seu model lleuger de motocicleta, el Hummer (que es basava a la vegada en el DKW RT 125). Tenia un bastidor de fibra de vidre, transmissió variable contínua i mecanisme d'engegada per cordó (com als motors nàutics fora-borda).

Escúters de segona generació (EUA, 1936–1965)
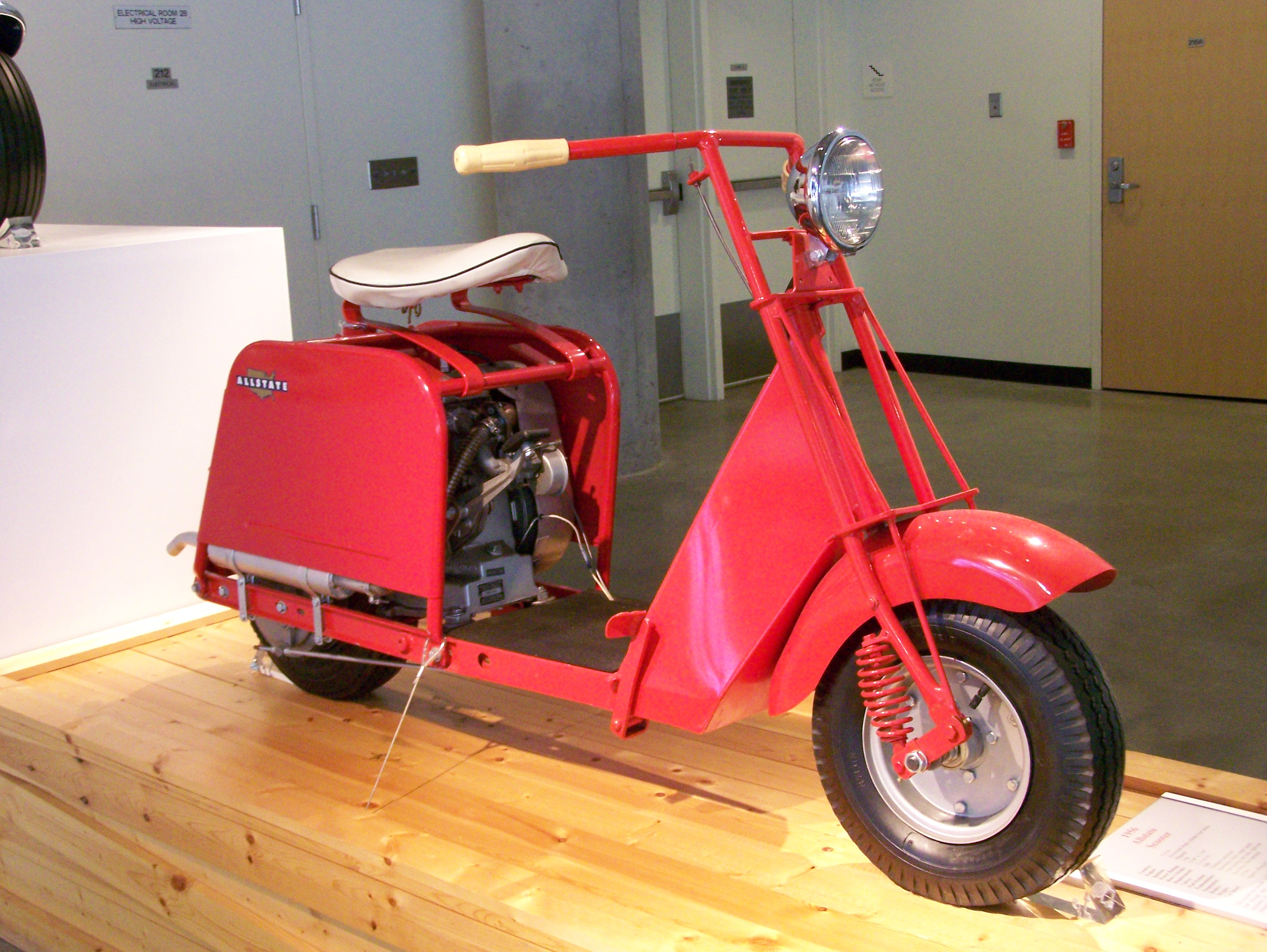
Típic escúter Cushman, venut per Sears sota la marca Allstate
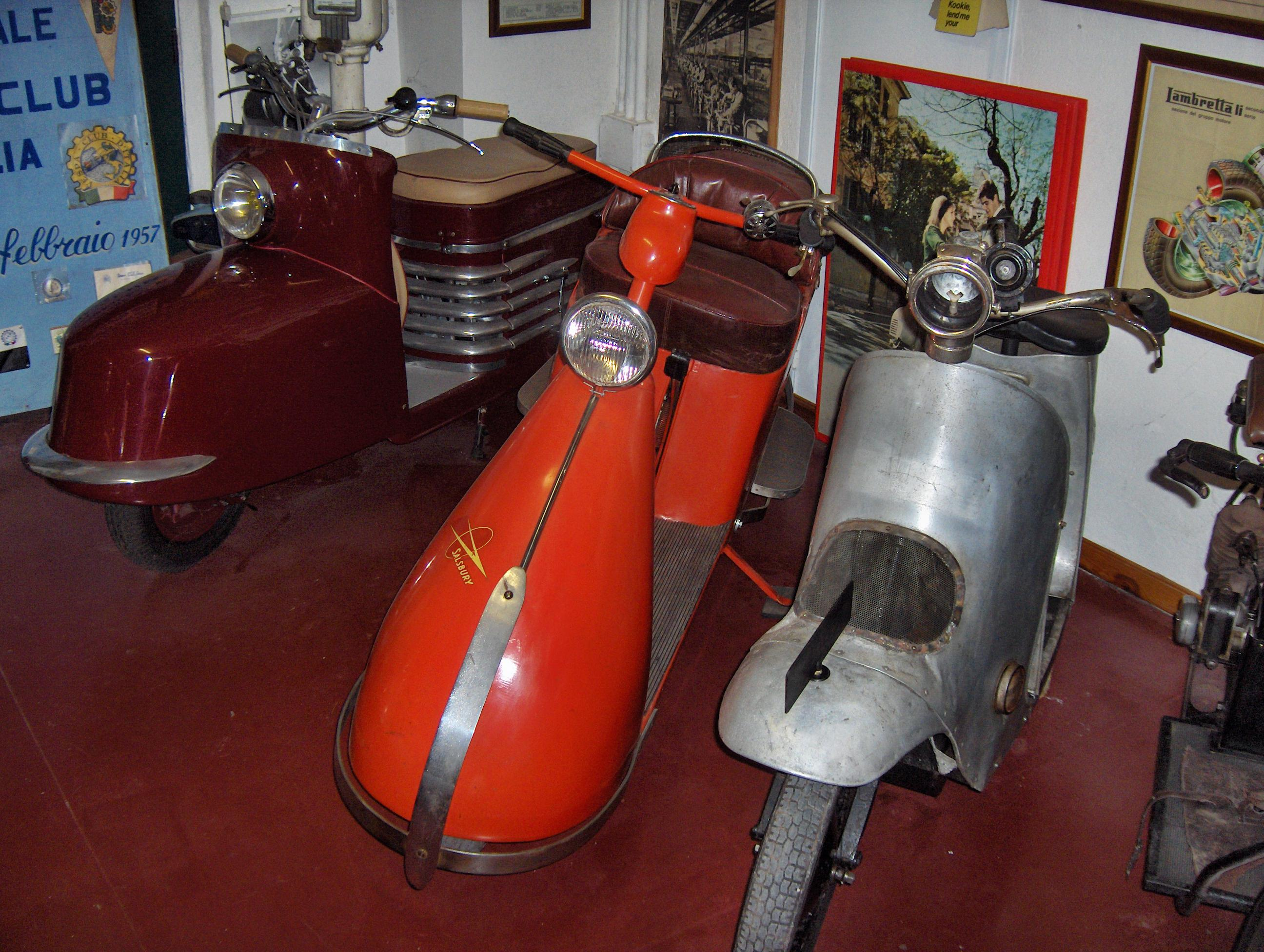
Salsbury Model 85 de 1948 (al mig)

#### Escuters japonesos de la immediata postguerra

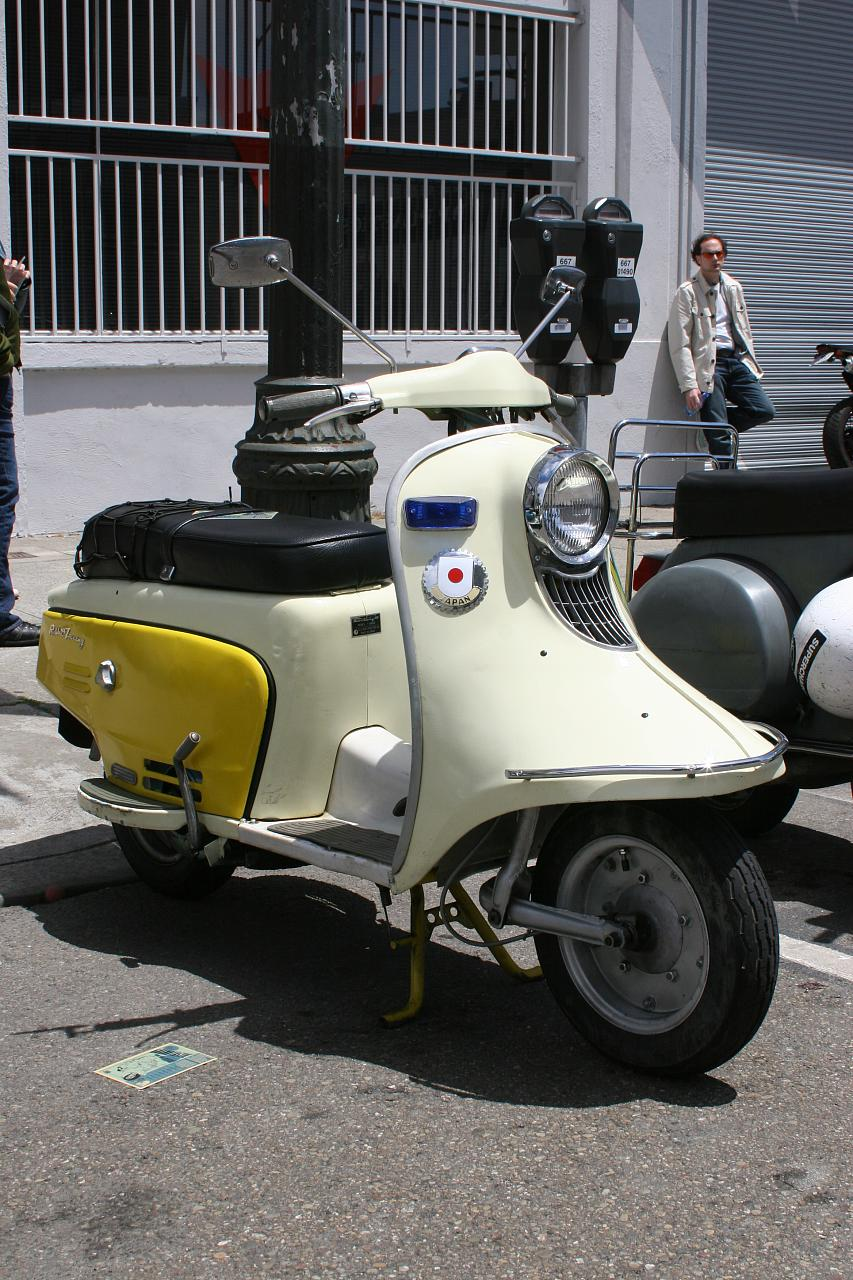
Fuji Rabbit Touring 150 (S-402), 2a generació (Japó, 1946–68)

Després de la Segona Guerra Mundial, es prohibí als fabricants d'avions de guerra que en seguissin construint, de manera que van haver de cercar altres productes per tal de mantenir-se en actiu. Fuji Sangyo, part de l'antiga Nakajima Aircraft Company, inicià la producció de l'escúter Fuji Rabbit S-1 al juny de 1946. Inspirat en els models fabricats per la Powell Manufacturing Company que feien servir els soldats nord-americans, el S1 va ser dissenyat per a utilitzar els excedents militars. Així, la roda posterior d'un bombarder Nakajima es reciclà com a roda anterior del S1.
Aquell mateix any, Mitsubishi va presentar el C10, el primer de la seva línia d'escúters Silver Pigeon. Aquest model s'inspirava en un Salsbury Motor Glide que havia portat al Japó un japonès que havia residit als Estats Units. La producció del Silver Pigeon i el Fuji Rabbit durà fins a la dècada de 1960.
Algunes sèries del Fuji Rabbit assoliren un alt nivell tecnològic: el S-601 Rabbit Superflow tenia transmissió automàtica amb convertidor de parell, encesa elèctrica i suspensió pneumàtica. Mitsubishi va acabar la producció d'escúters amb el C140 Silver Pigeon, mentre Fuji continuà la producció del Rabbit fins a la darrera sèrie del S-211, fabricada el juny de 1968.

### De la tercera generació (1946–1964) en endavant

#### Itàlia - Vespa i Lambretta

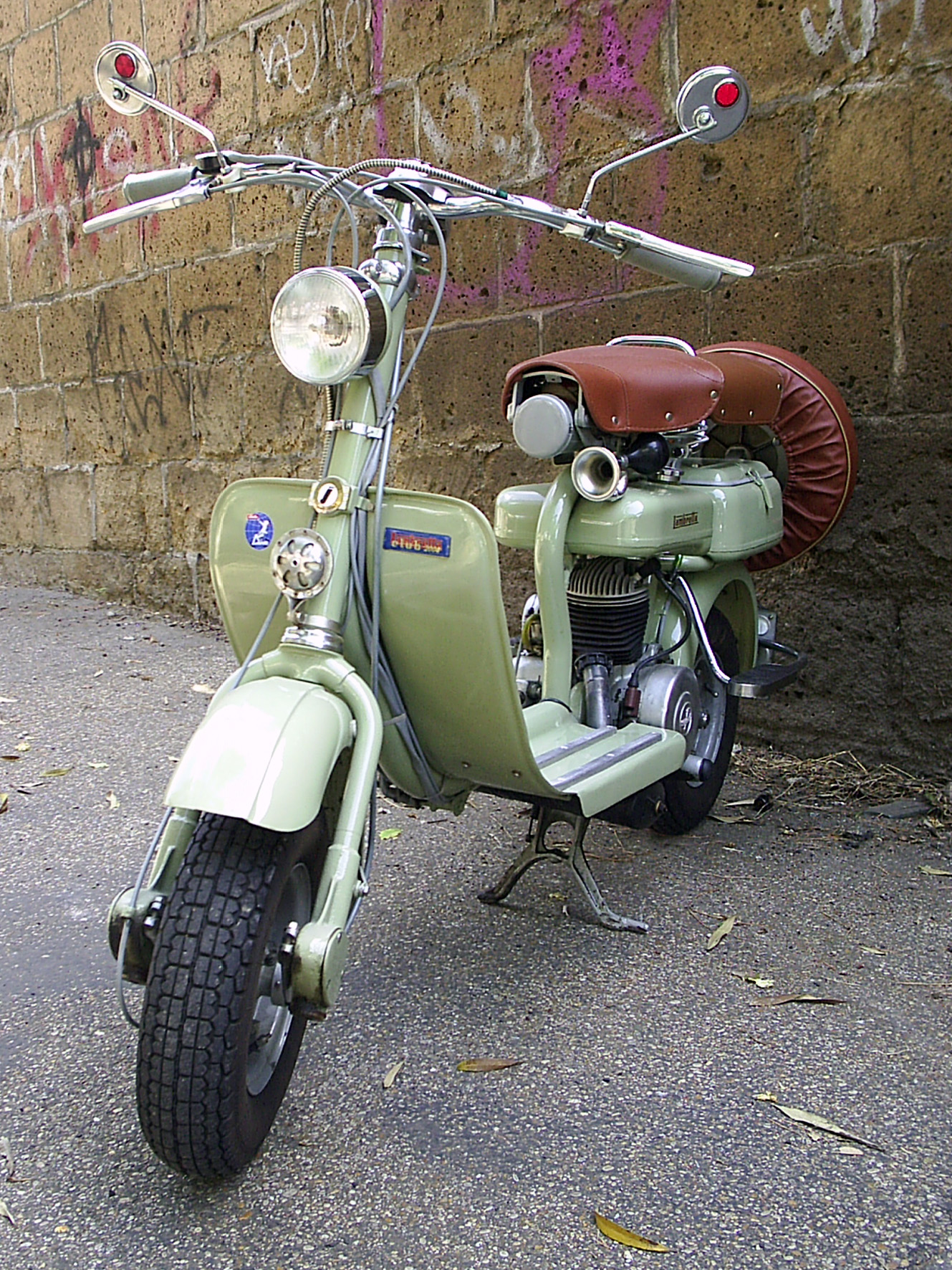
Lambretta 125 D (1952)

Acabada la Segona Guerra Mundial, a Itàlia la Vespa de Piaggio esdevingué l'estàndard per als escúters, i ha estat així durant més de 60 anys. Patentada a l'abril de 1946, feia servir disseny i materials d'aviació. L'escúter de 98 cc de D'Ascanio presentava diversos conceptes radicals de disseny, entre els quals una elegant estructura. La palanca del canvi se situà al manillar per a facilitar la conducció i el motor, prop de la roda posterior, prescindint així de corretja de transmissió. El suport convencional de la forquilla fou reemplaçat per un braç similar al d'un avió de transport per a facilitar el canvi del pneumàtic. El bastidor de formes elegants protegia el conductor del vent i la brutícia de la carretera, i s'assemblaven ben poc a les incòmodes i sorolloses motocicletes clàssiques. Les rodes més petites i una distància més curta entre eixos en millorava la maniobrabilitat a través de carrers estrets i trànsit congestionat. Combinant els millors elements de disseny automotriu, aeronàutic i motociclista, la Vespa es va convertir ràpidament en una icona del disseny i l'economia. El nom li ve, segons es diu, del comentari que va fer el president de Piaggio en veure el prototip: «Sembra una vespa» ("Sembla una vespa").
Pocs mesos després de l'aparició de la Vespa, el 1947, Innocenti va presentar l'escúter Lambretta, iniciant una duradora rivalitat amb Piaggio. Aquest escúter fou dissenyat per Innocenti, el seu director general Giuseppe Lauro i l'enginyer Pierluigi Torre. Presentat al Saló de l'Automòbil de París d'aquell any, el model 'A' de Lambretta sortí a la venda el 23 de desembre de 1947 i en només un any se'n van vendre 9.000 unitats. Era eficient, oferia una autonomia de 68–76 km/litre en un moment en què la benzina estava severament racionada. Tenia una velocitat màxima d'uns 72 km/h amb un motor refrigerat per aire de 123 cc. El nom de la Lambretta li ve de Lambrate, el barri de Milà on hi havia la fàbrica. Els primers dissenys de Lambretta tenia transmissió per cardan i mancaven de suspensió posterior; els dissenys posteriors empraven diversos sistemes de transmissió i suspensió fins que es van estabilitzar amb un motor muntat al basculant amb transmissió per cadena.

#### Alemanya
La indústria de l'aviació alemanya també fou desballestada després de la Segona Guerra Mundial. Heinkel romangué actiu tot fabricant bicicletes i ciclomotors, mentre que Messerschmitt va passar a fer màquines de cosir i peces d'automòbils, fins que el 1954 obtingué la llicència de Hoffman per a la fabricació d'escúters Vespa a Alemanya, fabricant-ne des d'aquell any fins al 1964.
Heinkel va dissenyar i construir el seu propi escúter, el Heinkel Tourist. Era un escúter gros i relativament dur, produït durant la dècada de 1960. Proporcionava bona protecció contra la climatologia, amb un carenat integral, i la roda anterior anava muntada en una extensió fixa. El seu disseny aerodinàmic era força racional, potser degut a la seva ascendència aeronàutica. Tot i que tenia només un motor de quatre temps de 175 cc, podia mantenir una velocitat creuer de 113 km/h. Els escúters Heinkel eren coneguts per la seva fiabilitat.
Glas, un fabricant de maquinària agrícola, fabricà l'escúter Goggo entre 1951 i 1955, suspenent-ne la producció per a concentrar-se en el seu microcotxe Goggomobil.
Diversos fabricants de la indústria de la motocicleta alemanys fabricaren també escúters: NSU va fer Lambretta sota llicència des de 1950 fins a 1955, etapa durant la qual desenvolupà també el seu escúter Prima. La producció del Prima va començar quan la llicència de la NSU per a construir Lambretta expirà. Zündapp va fabricar el popular escúter Bella a la dècada de 1960. Va estar en producció durant uns deu anys, en tres capacitats de motor: 150, 175 i 200 cc. Era capaç d'aguantar tot el dia a una velocitat constant de 97 km/h. Extremadament fiables i molt ben acabats, molts d'aquests escúters encara existeixen avui dia. Maico va construir la Maicoletta a la dècada de 1950. Tenia un motor de dos temps d'un sol cilindre, quatre marxes accionades amb el peu i refrigeració centrífuga del carenat. Oferia varietat de cilindrades, aproximadament 175, 250 i 275 cc. L'estructura tubular partia dels principis de les motocicletes clàssiques, amb forquilla telescòpica de llarg recorregut i rodes de 14 polzades. La seva velocitat màxima eren 113 km/h, equiparable amb la majoria de motos de 250 cc de l'època.
Altres escúters produïts per fabricants alemanys de motocicletes eren el DKW Hobby, el Dürkopp Diana i el TWN Contessa.

Escúters clàssics alemanys
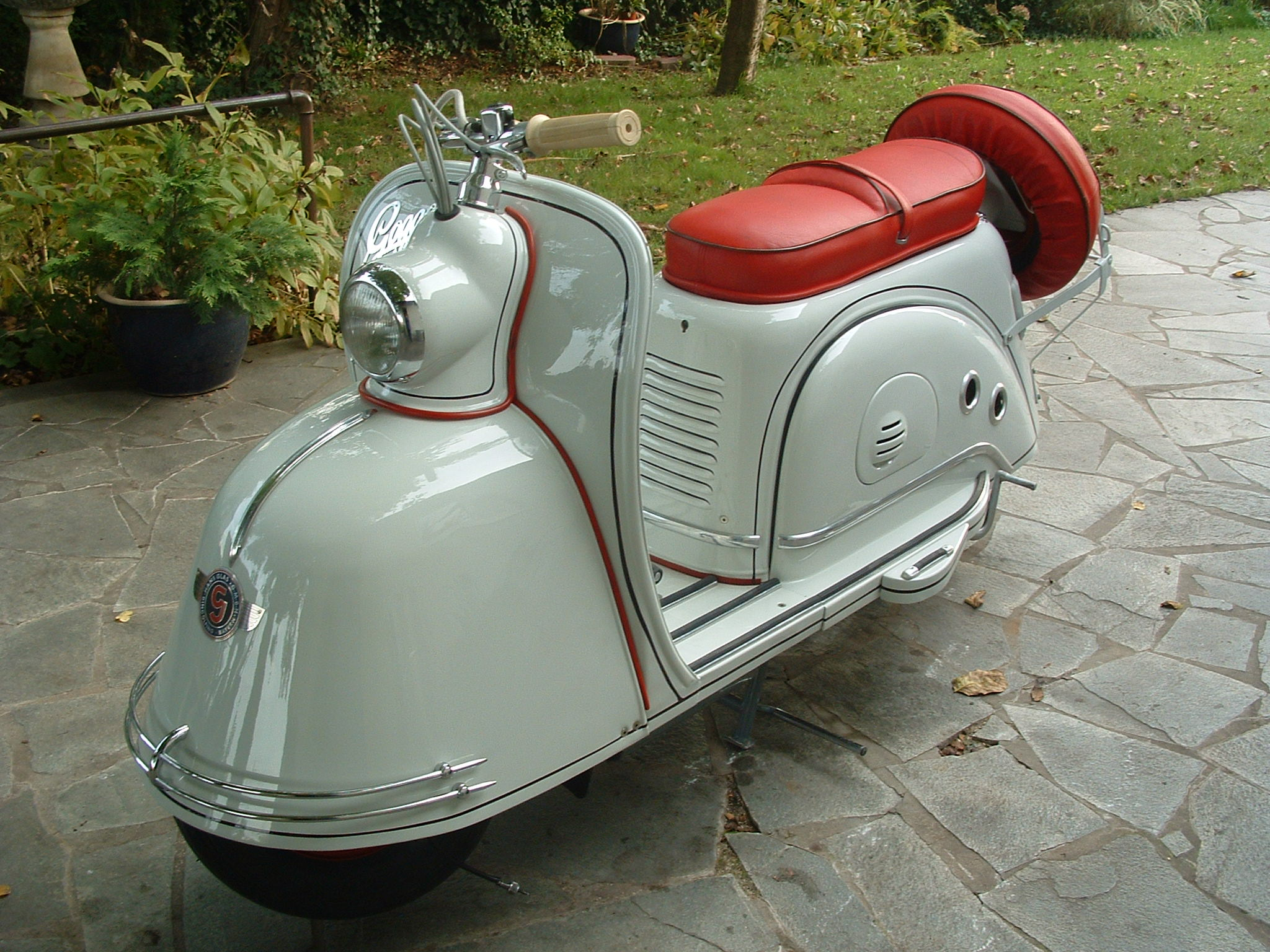
Goggo, escúter fet per Glas
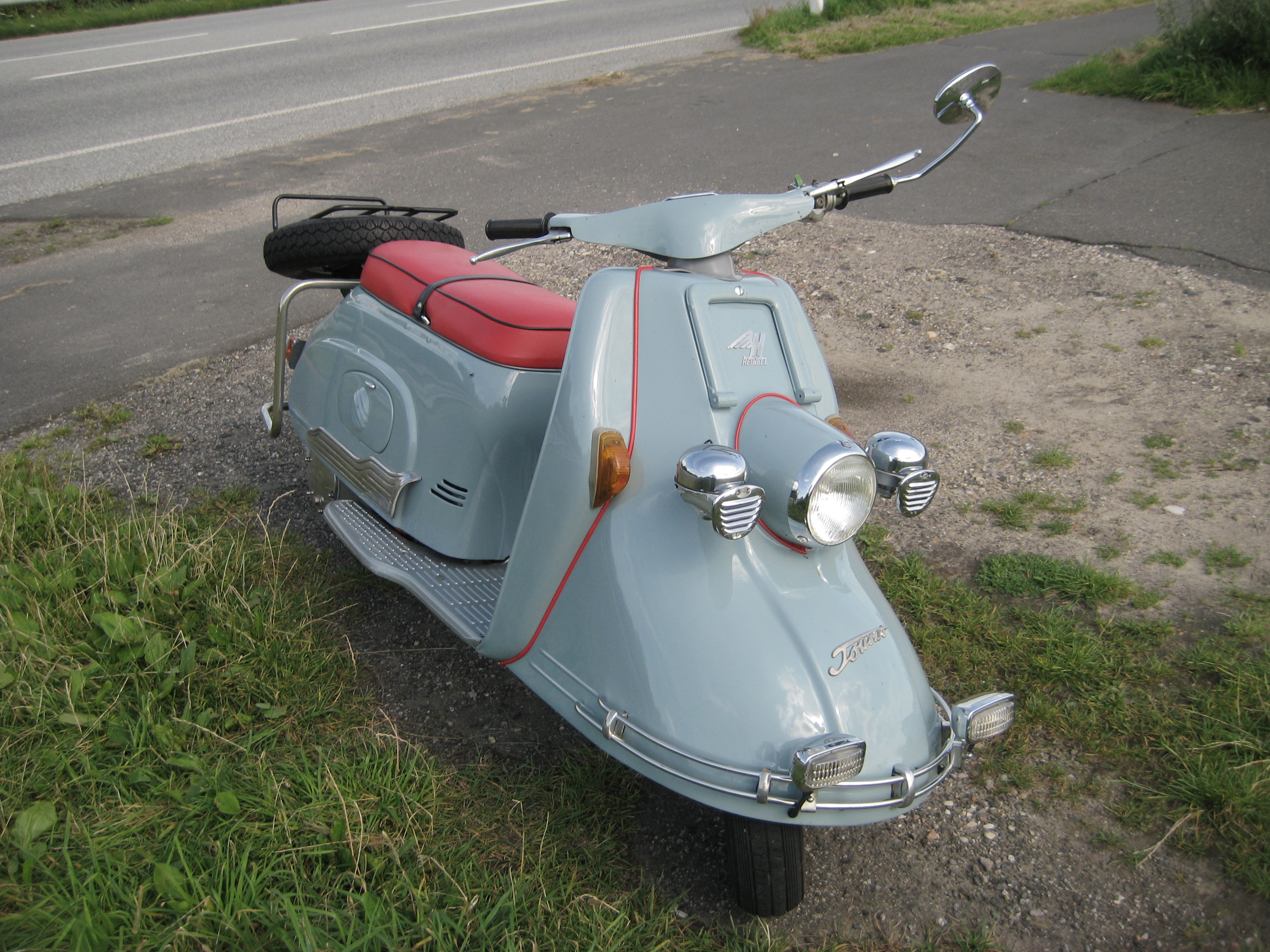
Heinkel Tourist
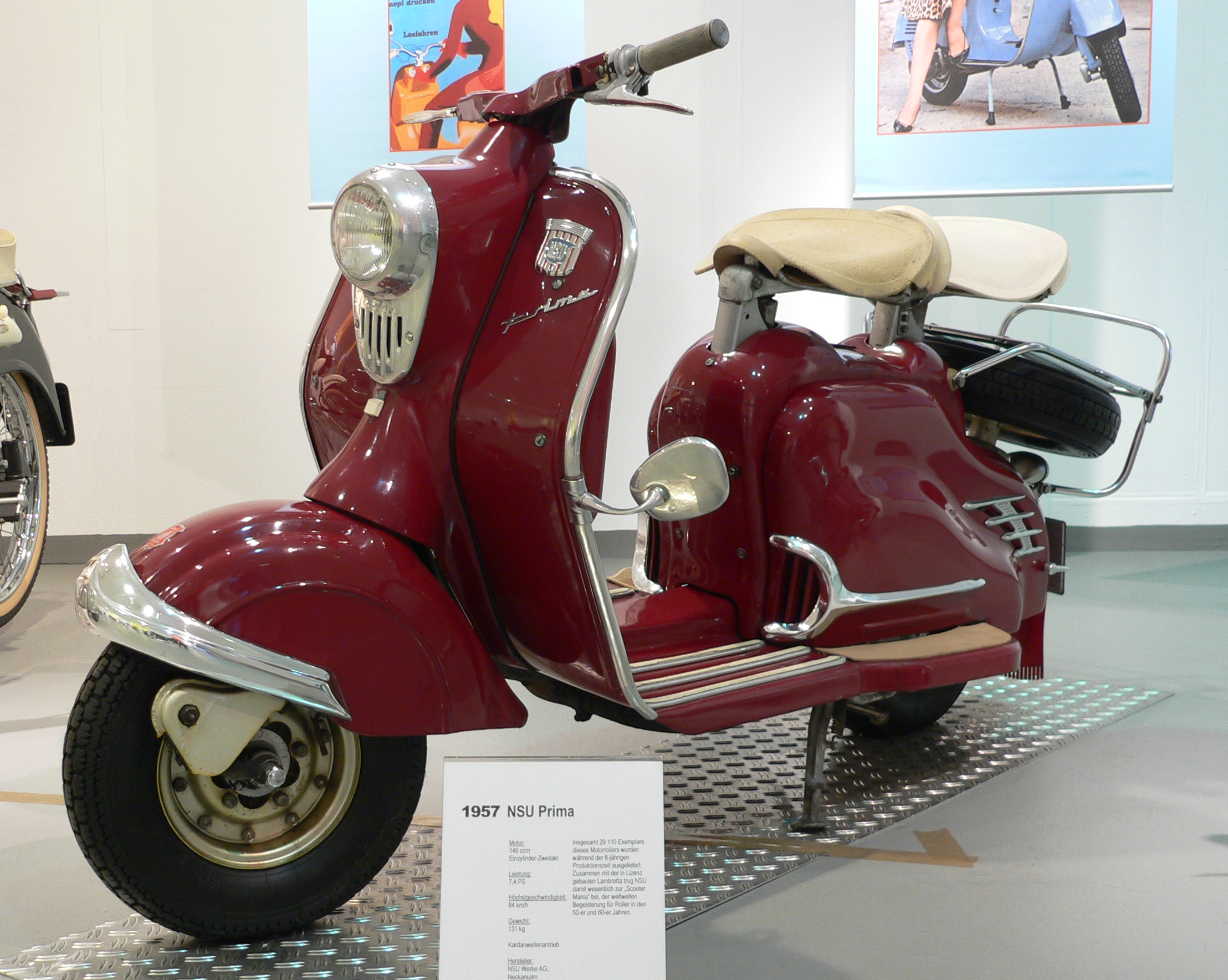
NSU Prima, 1957
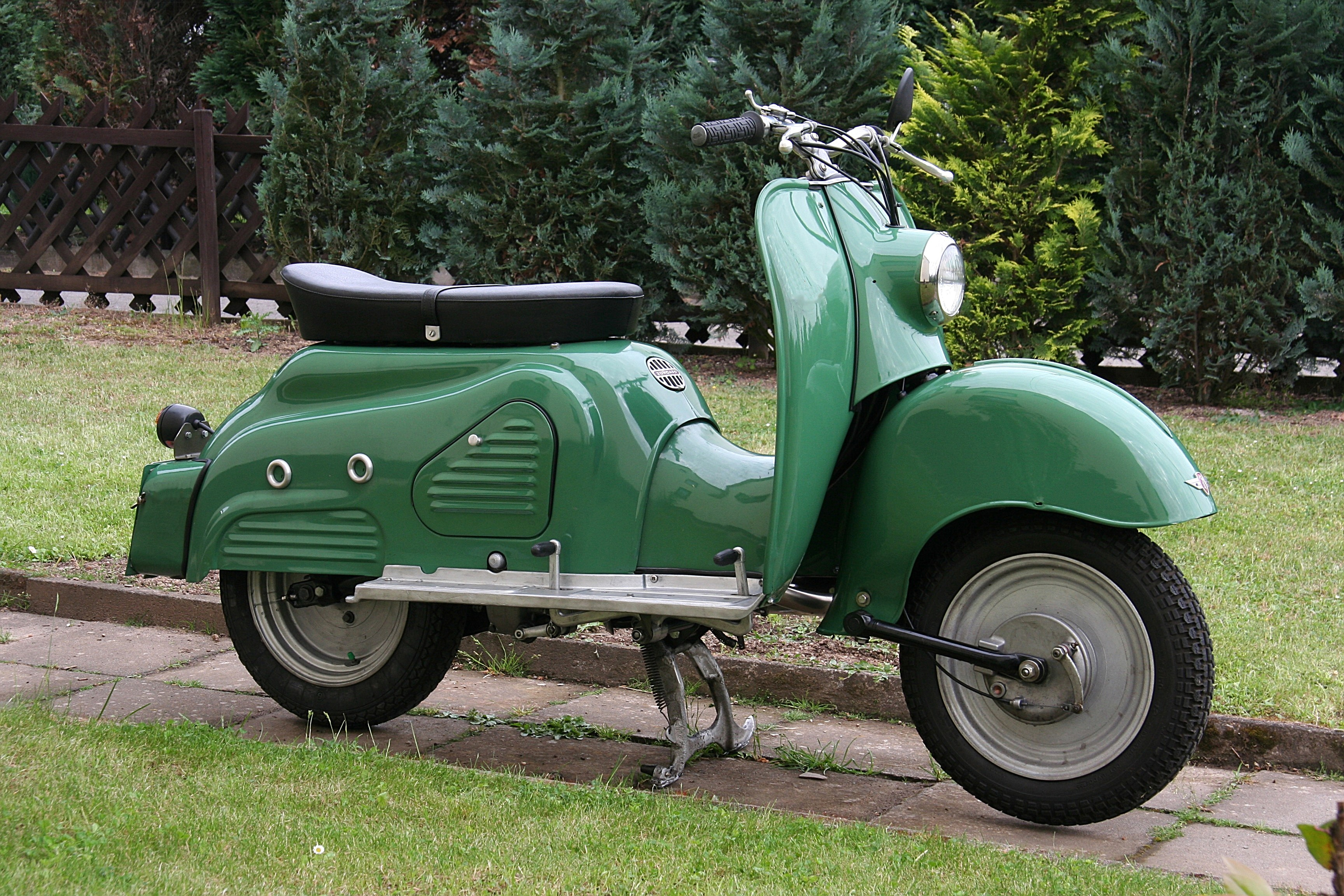
Zündapp Bella R 154, 1958
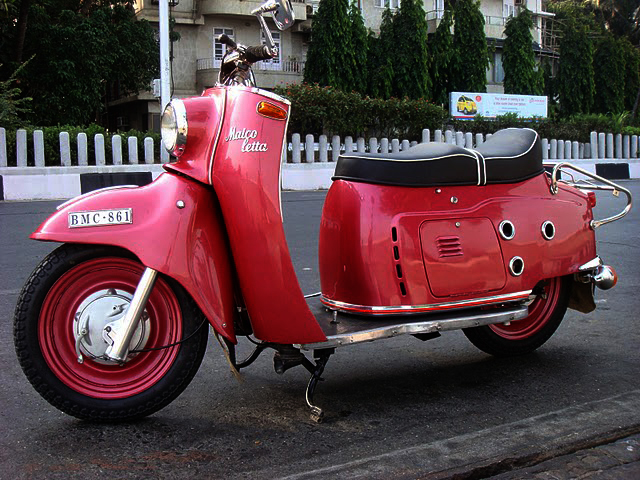
Maicoletta
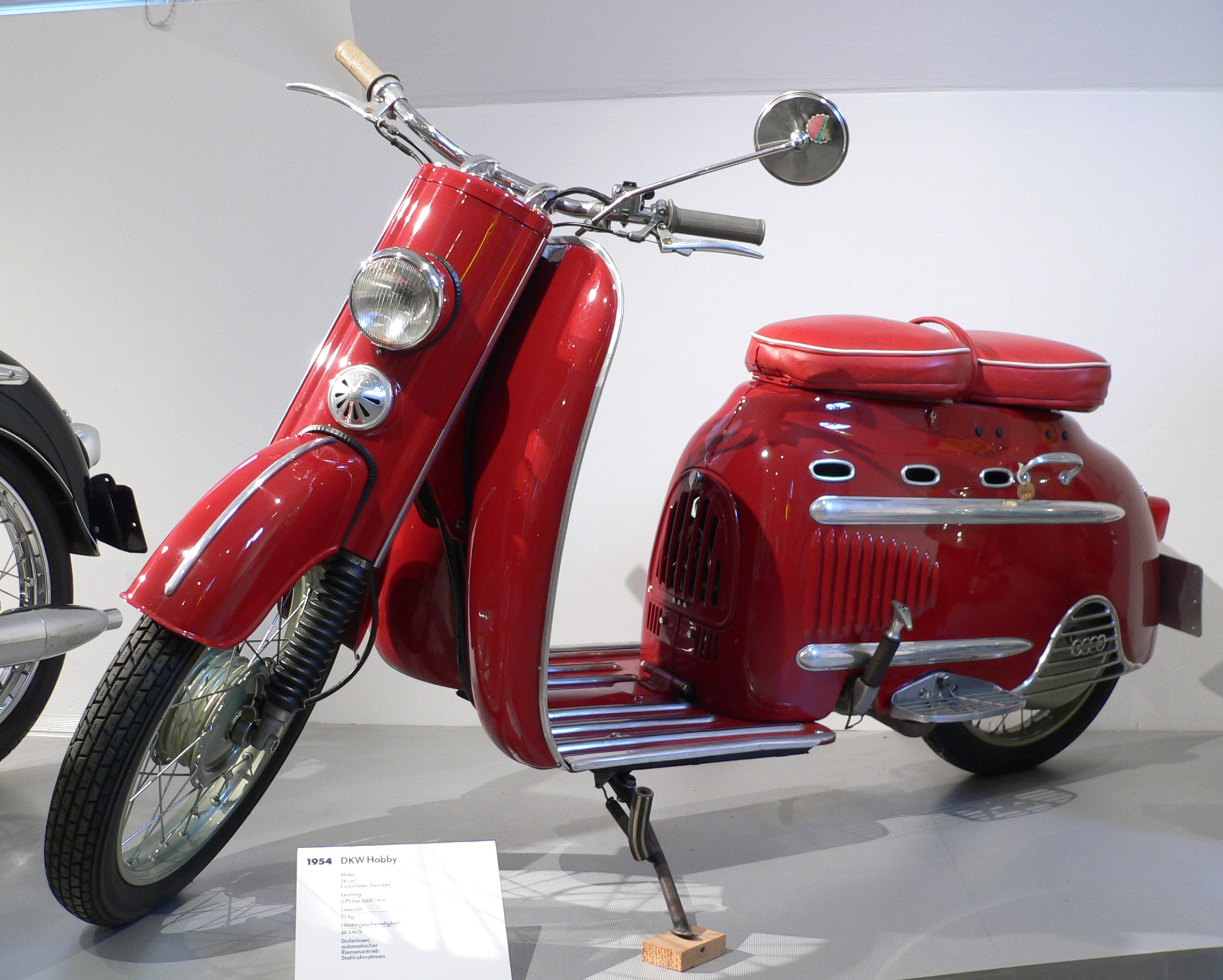
DKW Hobby, 1954
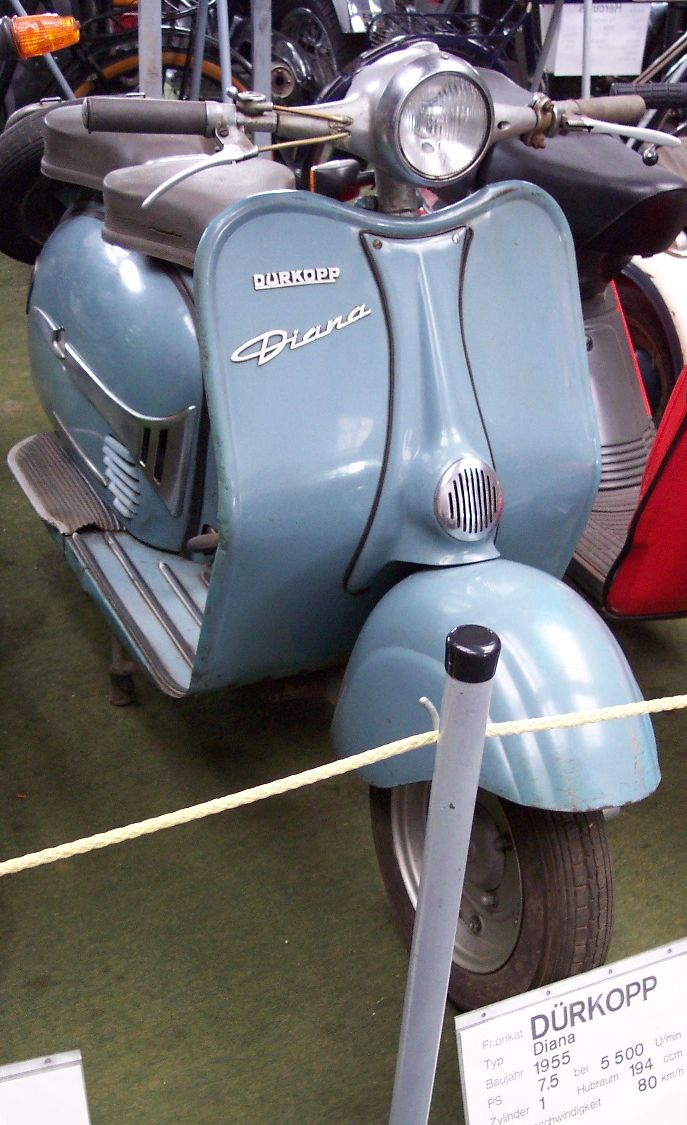
Dürkopp Diana, 1955

#### Països Catalans

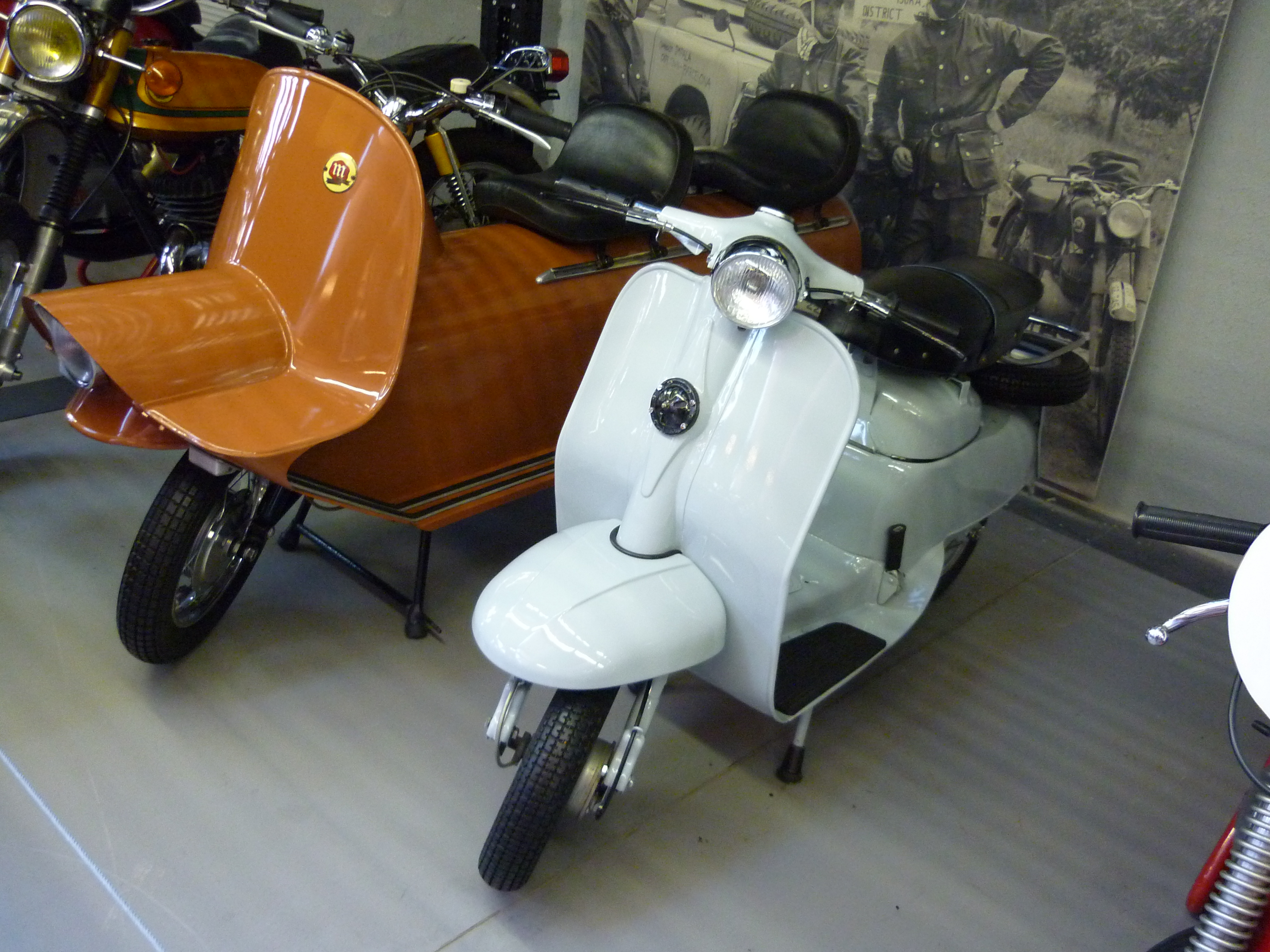
Escúters Montesa: Fura (marró, 1958) i Microscooter (blanc, 1963)

Als Països Catalans, durant les dècades de 1950 i 1960 hi hagué diverses iniciatives més o menys reeixides en el camp de la fabricació d'escúters. Així per exemple, a Algemesí, Ribera Alta, es fabricaren els Cimera entre 1952 i 1955. Duien un motor de quatre temps de 250 cc, embragatge automàtic i canvi de dues velocitats (una de normal i l'altra per a pujades fortes o circumstàncies especials). N'hi havia dues versions: Turismo i Rural, aquesta darrera equipada amb dispositius per a feines agrícoles i ganxo per a remolc.
Velfi, fabricant barceloní especialitzat en ciclomotors, produí a finals de la dècada de 1950 un escúter amb motor de 75 cc inspirat en la Vespa. El 1957, Dunjó fabricà un escúter sota la marca Dunjó-Castells per al distribuidor de Motobic a Barcelona, dotat de motor de 80 cc d'aquella marca i bastidor monocasc de xapa (sense tubs). Aquell mateix any, Derbi presentà el model Scooter masculino en les cilindrades de 98 i 125 cc, però era una motocicleta carrossada més que no pas un escúter pròpiament dit.
El 1958, Montesa mirà d'introduir-se en el sector de l'escúter i Leopoldo Milà dissenyà el Fura, un model innovador que era més aviat una moto carrossada amb xassís autoportant. Fou presentat durant el XXVIII Saló de Ginebra, obtenint molts elogis per part de la crítica. Finalment, però, degut als alts costos de producció i a la forta implantació a Catalunya de Vespa (una marca que produïa sota llicència a Madrid Motovespa), fou desestimat i no entrà en producció. Pocs anys més tard, el 1963, Montesa produí i comercialitzà un escúter clàssic amb motor de 60 cc, el Microscooter.

#### Regne Unit
Al Regne Unit, Douglas va manufacturar la Vespa sota llicència entre 1951 i 1961, passant a muntar-les de 1961 a 1965. BSA i Triumph varen fer diversos models d'escúters, com ara el BSA Dandy 70, el Triumph Tina i el [Triumph Tigress. El Tigress es va fabricar de 1959 a 1964 i anava equipat amb un motor monocilíndric de 2 temps i 175 cc, o bé un de bicilíndric de quatre temps i 250 cc. Totes dues versions empraven un canvi de 4 marxes accionat a pedal. La de 250 cc tenia una velocitat màxima de 113 km/h. El BSA Sunbeam fou una versió millorada del Tigress.

#### Índia
A l'Índia, Bajaj Auto fabricà la seva línia d'escúters entre 1972 i 2009, amb models com ara el Chetak, Legend,Super i Priya. El Chetak i el Legend es basaven en la Vespa Sprint italiana.
Un altre soci de Vespa a l'Índia era LML Motors. Havent començat com joint venture amb Piaggio el 1983, LML, a més de ser un proveïdor de peces grans per a Piaggio, va produir-ne la gamma "P" (P-Series) per al mercat indi. El 1999, després d'una llarga disputa amb Piaggio, LML va comprar les participacions de Piaggio dins la societat, cessant així l'antiga associació. LML continua produint (i també exportant) els escúters de les P-Series, coneguts com a Stella al mercat dels EUA i amb altres noms a diferents mercats.

#### Darrers escúters japonesos i "maxi-scooters"

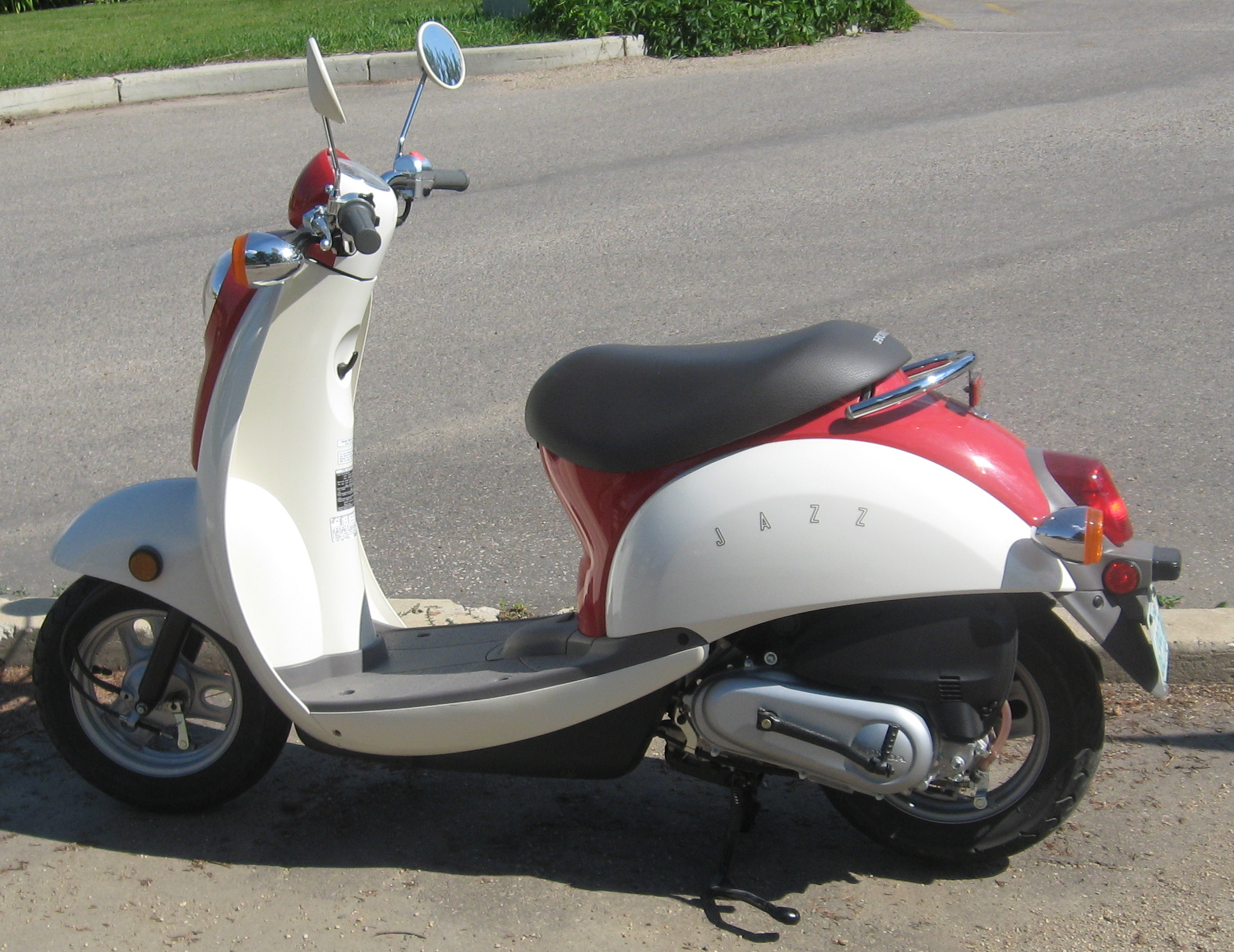
Un modern Honda Jazz

Durant la dècada de 1980 es van començar a comercialitzar noves versions d'escúters que aviat es feren molt populars, especialment al Japó i l'Extrem Orient. Aquest nou estil d'escúter reflectia el de les grans motocicletes esportiva de l'època. i la tendència ha continuat fins ara. Amb el llançament de l'Honda Ruckus, han tot just començat noves tendències cap a escúters de fora d'asfalt.
El 1988, Honda va presentar un gran escúter tipus turisme, l'Helix de 250 cc (també anomenat Spazio, Fusion o CN250). Tot i que era voluminós per a ser conduït a baixes velocitats, i que fou anomenat irònicament "balancí sobre rodes", fou dissenyat per a recórrer llargues distàncies amb total comoditat. Ara gairebé tots els principals fabricants d'escúters produeixen aquests models, anomenats "maxi", "GT" o "touring". El model més gran fabricat actualment és el Gilera GP 800, de 840 cc, capaç d'assolir els 100 km/h en 5,7 segons.
L'estil clàssic de la Vespa mai no ha perdut la seva popularitat, i continua essent el més popular i imitat model d'escúter. Gairebé tots els fabricants ofereixen actualment un model clàssic/retro i un d'esportiu/modern.

## Evolució dels escúters
Les tendències internacionals s'han decantat cap a nous desenvolupaments de l'escúter clàssic, alguns amb grans motors i pneumàtics. Els models d'escúter d'alta gamma actuals inclouen les característiques tecnològiques més avançades, com ara marcs de motlle d'alumini, motors amb control de contrapès integral i sistemes de frens reticulats. Alguns d'aquests escúters tenen elements de confort diversos, com ara alarma, botó d'engegada, ràdio, parabrisa, punys amb escalfador i instrumentació completa (amb rellotge i indicador de temperatura exterior inclosos).

### Escúters Derbi
Derbi presentà el 1982 diversos escúters de 50 i 80 cc amb 4, 5 o 6 velocitats. Els anys 90 va aparèixer el clàssic carenat Vamos i el Fenix, semblant en línia a una moto de turisme. De cara a la renovació de la seva gamma d'escúters, en vistes al nou mil·lenni es produïren la Hunter i la Paddock (1997) que s'afegiren a l'escúter esportiu Predator, signat per Giorgetto Giugiaro el 1998. El 2001 va arribar el GP1, escúter equipat a partir del 2004 amb xassís de motocicleta i amb motor central de 50 cc, o lateral de 125 i 250 cc.

### Escúters de tres rodes
Durant la Segona Guerra Mundial, Cushman va produir el model 39, un escúter de tres rodes utilitari, amb un gran compartiment d'emmagatzematge enmig de les rodes del davant. Se'n varen vendre 606 a l'exèrcit dels EUA durant la guerra.
El Piaggio MP3 és un exemple recent d'escúter de tres rodes. A diferència de la majoria de tricicles, té dues rodes al davant, amb suspensió balancejant per a permetre que el cos s'inclini als revolts, com una motocicleta de dues rodes.

### Maxi-scooter

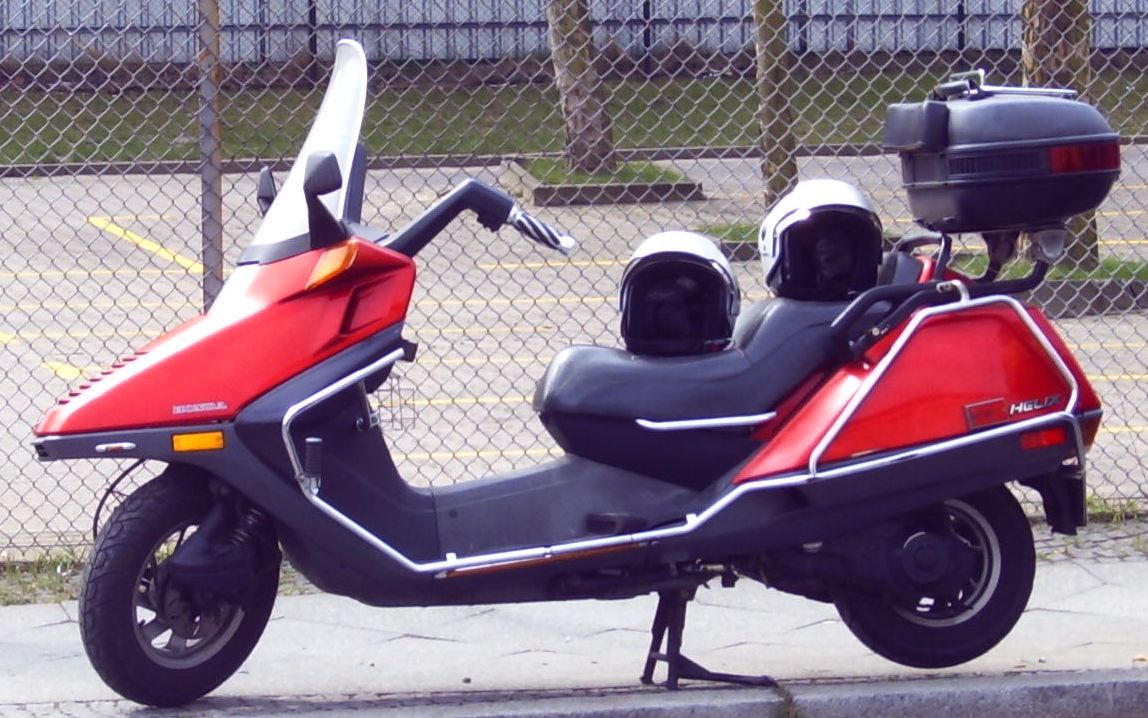
Honda CN250 Helix

Un maxi-scooter o touring scooter és un escúter gran, amb motors que varien en grandària des de 250 cc (Honda CN250) fins als 839 cc de la Gilera GP 800, equipats amb quadres més grossos que els escúters de mida normal.
La tendència cap als maxi-scooters es va iniciar el 1986, quan Honda va presentar el CN250 Helix / Fusion / Spazio. Molts anys més tard, Suzuki va llançar els models Burgman 400 i 650. Honda (600 cc), Piaggio, Yamaha, Aprilia, Kymco (700 cc) i altres han presentat també escúters amb motors que van des de 400 fins a 850 cc. L'Honda PS250 (també conegut com a Big Ruckus) desafia qualsevol classificació habitual d'escúter perquè el seu marc, tot i ser obert, és alt i, a més, en comptes de la carrosseria habitual dels escúters presenta un aspecte més tirant a motocicleta.
Una altra novetat en els maxi-scooters és la del motor fixat al bastidor. Aquest sistema millora la maniobrabilitat, permetent unes rodes més grosses i un menor pes estàtic, tendint també a desplaçar el centre de gravetat cap endavant. La tendència cap a escúters més grans i potents amb transmissió totalment automàtica coincideix amb una nova tendència en el disseny de motocicletes que en fa preveure d'equipades amb transmissió automàtica i portaobjectes integrat. N'és un exemple l'Aprilia NA 850 Mana, amb transmissió automàtica i compartiment per a desar-hi un casc integral.

### Escúters tancats
Alguns escúters, com ara el BMW C1 i l'Honda Gyro Canopy, disposen de parabrisa envoltant i sostre.

### Motors de quatre temps i injecció

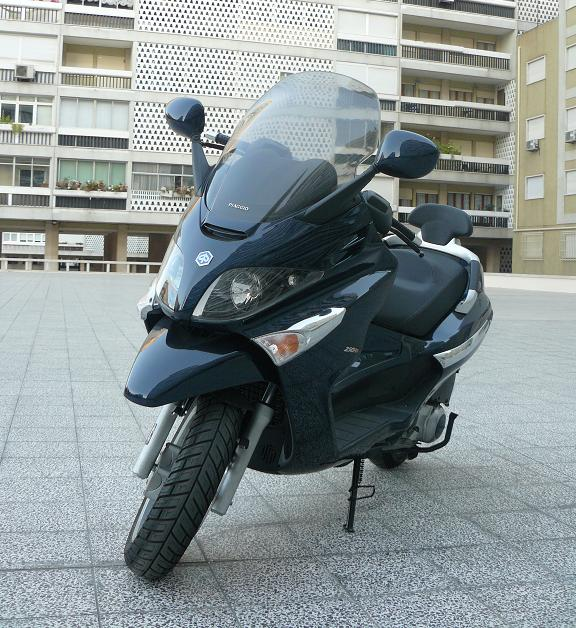
Piaggio XEvo 250ie, Maxi-scooter 4T

Atesa la normativa ambiental cada vegada més estricta (regulacions d'emissions als EUA i Europa entre d'altres) molts escúters estan tornant als motors de quatre temps.
L'any 2001, Aprilia va presentar el SR50 Ditech amb injecció directa de benzina. El SR50 té un consum de combustible de 2 lts/100Km i compleix l'estàndard Euro 3 amb un motor de dos temps. Més tard, més marques, entre les quals Derbi i Peugeot, començaren a emprar els sistemes d'injecció directa als seus escúters. Els convertidors catalítics són ara comuns en els motors de dos i quatre temps que es venen a la UE i els EUA.

### Escúters elèctrics
En general, la font d'energia per al motor elèctric ha estat la bateria, però el desenvolupament de la tecnologia de la cèl·lula de combustible n'ha creat diversos prototips. Alguns exemples en són: l'ENV d'Intelligent Energy, escúters Honda alimentats per la pila Honda FC Stack, i el FC-Aqel de Yamaha. A més, hi ha motocicletes híbrides petroli/elèctriques, com ara l'Ecycle, i el Gen-RYU de Yamaha. Les motocicletes i escúters elèctrics estan augmentant en popularitat a causa dels alts preus de la benzina. La tecnologia de bateries està millorant gradualment, fent més pràctica aquesta forma de transport.
Rieju (que ja havia presentat a l'EICMA de Milà del 2010 dos nous escúters, de 50 i 125 cc, projectats i construïts completament a Catalunya, tot i que amb motors Minarelli i Yamaha), ha iniciat a començaments de 2012 el muntatge de l'escúter elèctric Rieju Mius, desenvolupat conjuntament amb la Universitat de Barcelona, del qual se'n produiran un miler d'unitats durant el primer any.

## Underbone

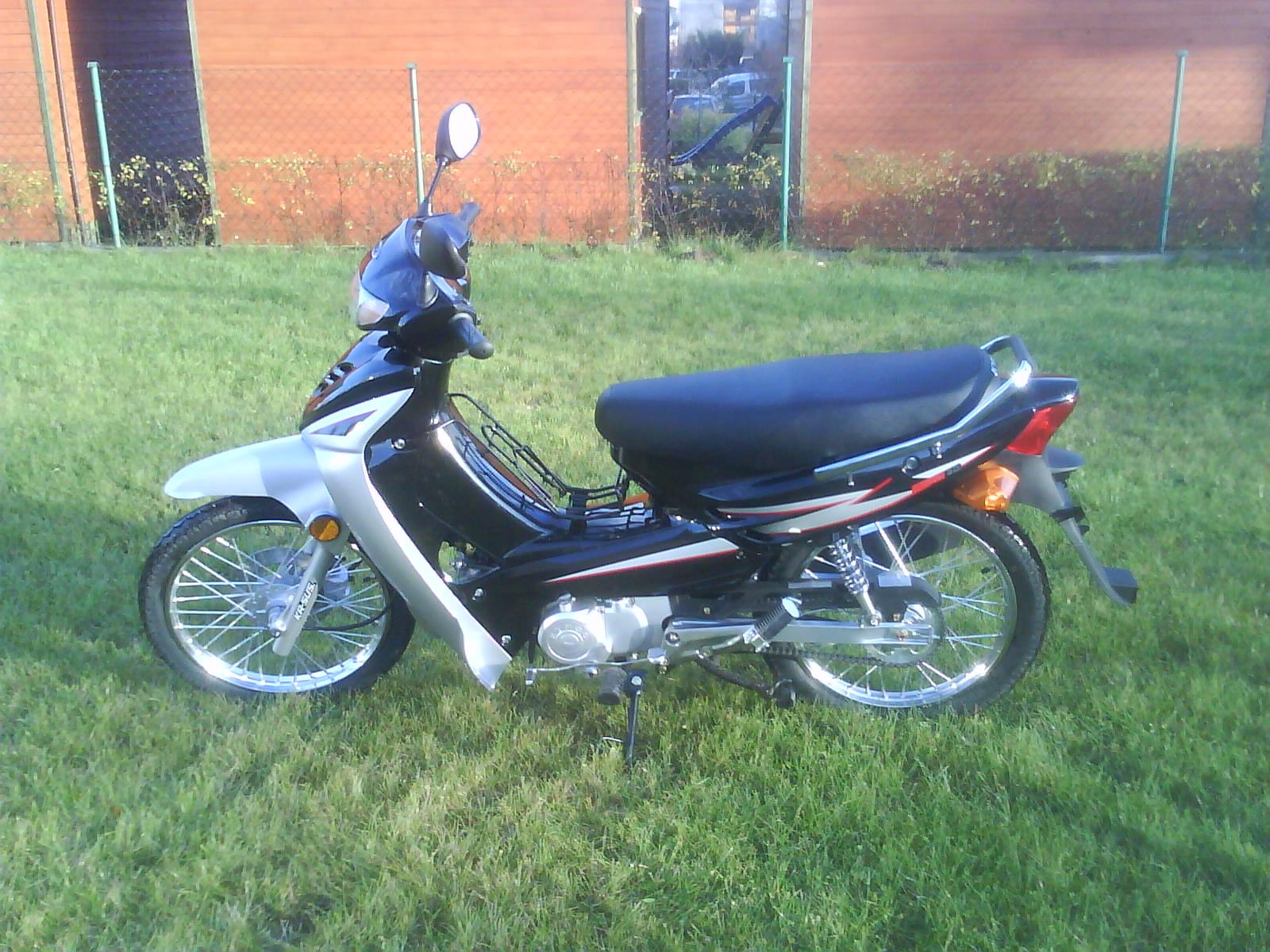
Underbone Kymco Activ. Té el tub inclinat i no té plataforma per als peus

Es coneix com a underbone ("sota-òs" en anglès) una mena de moto construïda sobre un xassís que consisteix habitualment en un sol tub de gran diàmetre. L'underbone difereix d'una motocicleta convencional bàsicament per no tenir cap estructura que uneixi la direcció amb el seient, ni dipòsit de combustible o apèndix similar a l'espai comprès entre els genolls del conductor. Els underbones són inclosos normalment en la categoria dels "pas a través" (marc obert), igual que els escúters, i de fet es confonen sovint amb aquests, arribant-se fins i tot a comercialitzar com a tal. Malgrat tot, l'underbone no té plataforma per als peus i no és, per tant, un escúter.
El motor d'un underbone està generalment fixat al xassís sota el tub de baixada, mentre que un escúter generalment el duu muntat al basculant. Com a resultat, els motors dels underbone estan generalment més cap endavant que els dels escúters. L'underbone, per tant, té el centre de gravetat més al centre que un escúter normal. A més, el fet de tenir el motor muntat al basculant dona als escúters més massa no suspesa que als underbone. Aquests factors fan que els underbone siguin més fàcils de conduir que els escúters.
El motor d'un underbone impulsa la roda del darrere per mitjà d'una cadena del tipus emprat a les motocicletes convencionals. Aquesta transmissió final sovint es complementa amb un cobertor de la cadena per tal de mantenir-la neta i reduir-ne el desgast. La transmissió final d'un escúter amb motor muntat al basculant està segellada en bany d'oli i és més curta.
Un underbone sol anar equipat amb rodes de mida similar a les de motocicleta, sovint amb raigs. Les rodes d'escúter són generalment petites i fetes d'acer premsat. En ambdós casos, realitzacions més recents han emprat sovint llandes d'aliatge. Les rodes més grans d'un underbone permeten més ventilació i una millor refrigeració per als frens que les rodes més petites d'un escúter.
Malgrat que els dissenys de motor i suspensió per a escúters i underbones acabats de descriure són típics, no són definicions rígides. Hi ha hagut escúters amb motors fixos i transmissió per cadena, així com underbones amb motors muntats al basculant. Un exemple recent (del segle xxi) de variació en la distribució típica d'un escúter és el Choinori de Suzuki, que duia tant el motor com l'eix posterior collats rígidament al marc.

Alguns escúters i underbones atípics
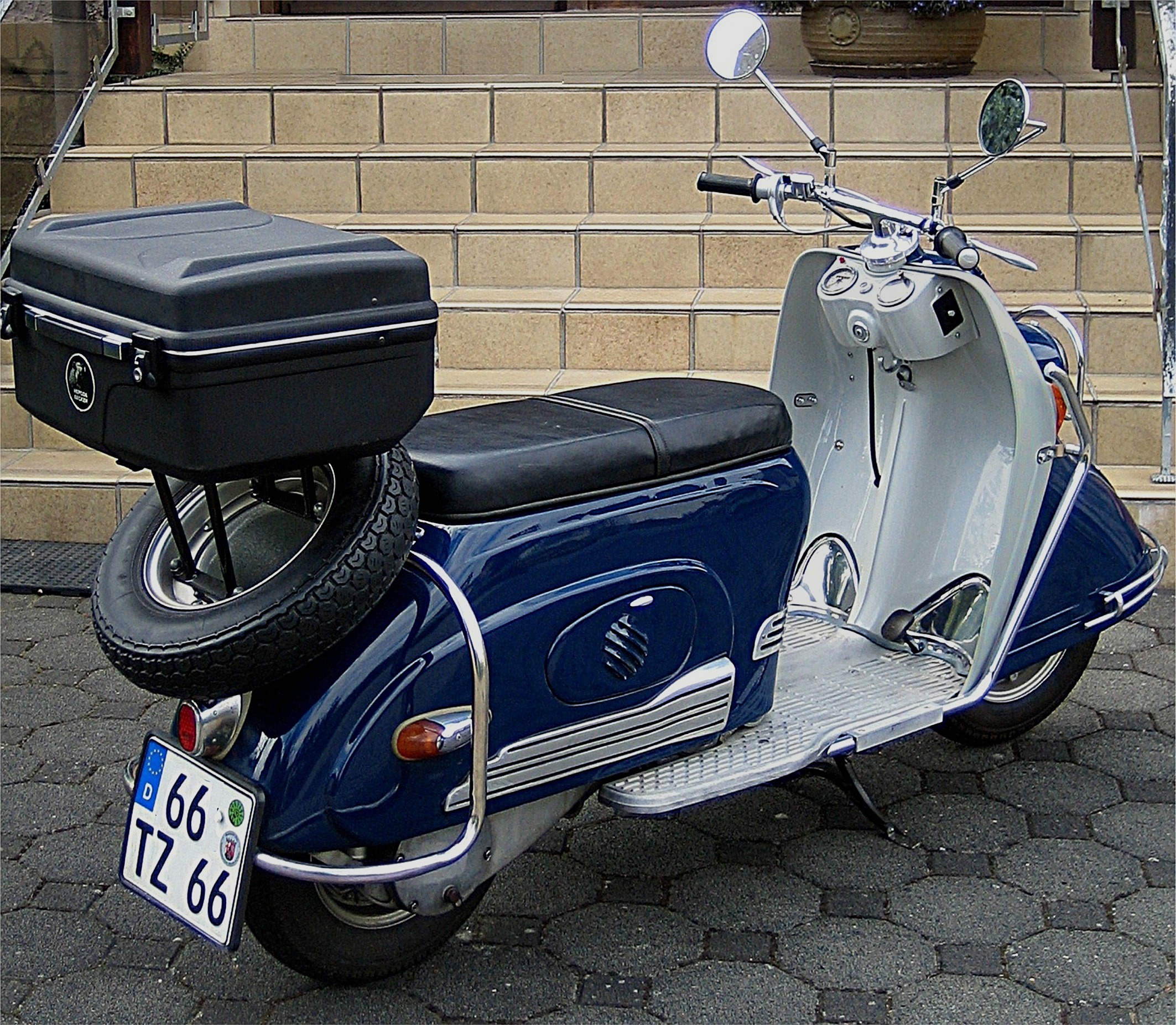
Heinkel Tourist de 1956. Escúter amb motor muntat al marc.
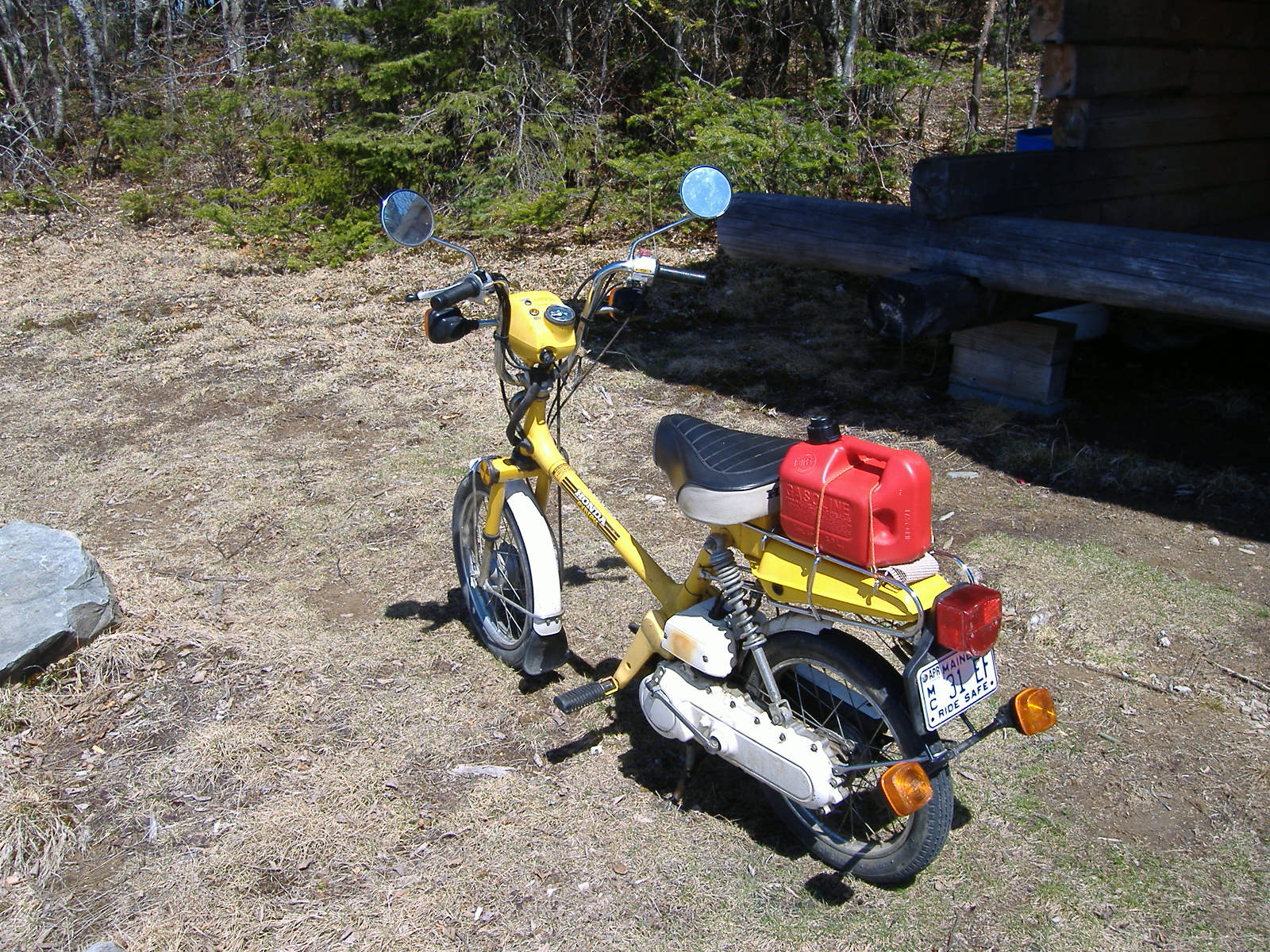
Honda NC50 de 1980. Underbone amb motor muntat al basculant.
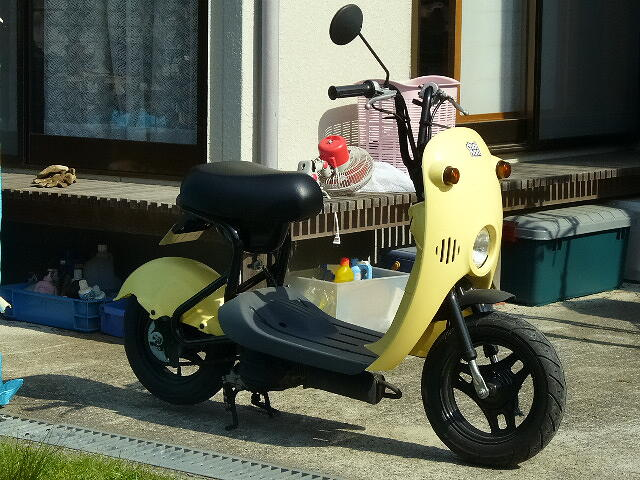
Suzuki Choinori de 2003. Escúter sense suspensió posterior.

## Popularitat

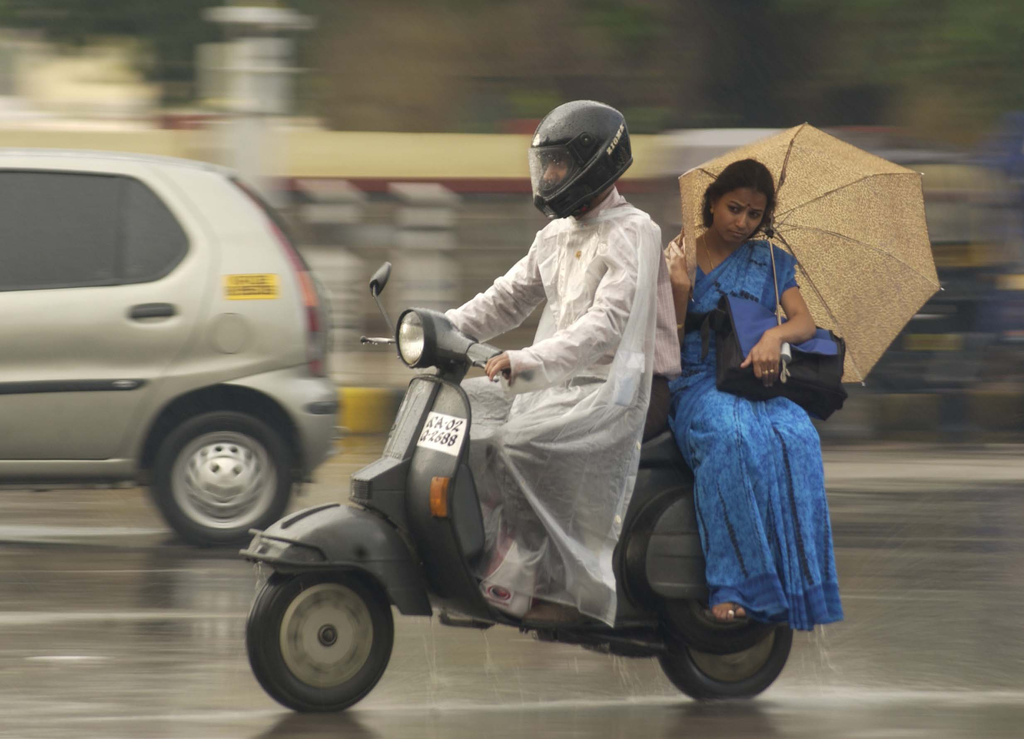
Parella en un escúter a Bangalore

Els escúters són molt populars a la major part del primer món, Europa (especialment a Itàlia i la Mediterrània), Japó i Taiwan, però no als EUA. Són encara més popular en la major part dels països en vies de desenvolupament, en particular a l'Índia, Vietnam i Xina, on n'hi ha producció local. Problemes d'aparcament, emmagatzematge i trànsit en ciutats molt poblades, juntament amb la fàcil posició de conducció fan dels escúters una forma popular de transport urbà. En molts països, les vendes d'escúters (o de motos petites d'altres tipus) superen les d'automòbils, i un escúter pot fins i tot ser el transport familiar.
A Taiwan, la infraestructura de carreteres s'ha construït pensant específicament en vehicles de dues rodes, amb carrils separats i caixes d'intersecció de gir. A Tailàndia, els escúters es fan servir com a servei de taxis porta a porta, així com per a navegar enmig del trànsit dens. L'àmplia gamma de carrils bici als Països Baixos s'estén a parts de Bèlgica i Alemanya i és oberta a tota mensa de vehicles de dues rodes amb motors de petita cilindrada.
Els escúters són molt populars per la seva mida, estalvi de combustible, pes i compartiments d'emmagatzematge més grans que els de les motocicletes. En molts llocs, alguns escúters són inclosos legalment dins la mateixa categoria que els ciclomotors o motocicletes petites, i tenen per tant menys restriccions que les motocicletes més grans.

### Les vendes als EUA
D'acord amb el Consell de la Indústria de la motocicleta, les vendes d'escúters als Estats Units s'han més que duplicat d'ençà del 2000. De fet, la indústria de la motocicleta en el seu conjunt hi ha experimentat 13 anys de creixement consecutiu. D'acord amb les xifres del Consell, l'any 2000 s'hi varen vendre 42.000 motos, i el 2004 aquest nombre va augmentar a 97.000.
Les vendes d'escúters el 2008 als EUA varen augmentar un 41% respecte al 2007, representant el 9% de les vendes totals de vehicles motoritzats de dues rodes. Tanmateix, la caiguda dels preus del petroli després d'un auge el 2008, comportà una davallada en les vendes d'escúters als EUA durant el 2009 del 59% enfront del 2008, en comparació amb una caiguda del 41% per a tots els vehicles de dues rodes, mentre que la contribució dels escúters al global de vendes de vehicles motoritzats de dues rodes del 2009 caigué fins al 6%.
Després d'una caiguda de dos anys, les vendes d'escúter als EUA es varen recuperar al primer trimestre del 2011, un cop més, a causa de l'augment de preus del combustible.

### En la cultura popular
Una referència coneguda que ha contribuït a la imatge glamurosa dels escúters és Vacances a Roma, una comèdia romàntica de 1953 en què Gregory Peck porta Audrey Hepburn al voltant de Roma en una Vespa.

#### El moviment mod

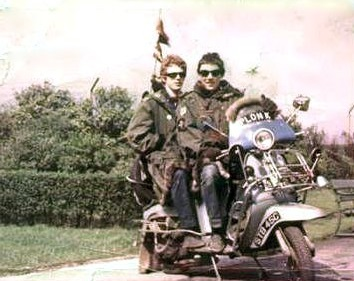
Un parell de mods amb el seu escúter

Dins la subcultura mod, durant la dècada de 1960, molts joves britànics empraven escúters com a mitjà de transport, en general Vespa o Lambretta. Els escúters ja havien proporcionat transport barat durant dècades abans del desenvolupament d'aquesta subcultura, però els mods destacaren per la manera com tractaven el seu vehicle com un accessori de moda. Els escúters italians eren els preferits per les seves formes netes i arrodonides i els seus brillants cromats. Per als joves mods, els escúters italians eren l'«encarnació de l'estil continental i una manera d'escapar de les rengleres de cases de la classe treballadora on s'havien criat».
Els mods personalitzaven els seus escúters tot pintant-los en «dos tons i amb pics, i els sobrecarregaven d'accessoris amb baques porta-equipatge, paraxocs i desenes de miralls i llums anti-boira», tot posant sovint el seu nom al petit parabrisa. Els panells laterals del motor i els amortidors davanters els portaven a tallers de galvanoplàstia locals on els recobrien amb crom altament reflectant.
Els escúters eren també una forma pràctica i accessible de transport per als adolescents dels 60. Al començament de la dècada, el transport públic plegava relativament d'hora a la nit, de manera que tenir un escúter permetia als mods de quedar-se tota la nit a les discoteques. Per a conservar els seus cars vestits nets i mantenir l'escalfor mentre conduïen, sovint portaven llargues parques de l'exèrcit. Per a adolescents amb ocupacions de poca qualitat, els escúters eren més a l'abast que els cotxes, i els podien comprar per mitjà de plans de pagament aconseguits gràcies a crèdits al consum assequibles.
Després que s'aprovés una llei que requeria com a mínim un mirall a la moto, els mods destacaren pel fet d'instal·lar quatre, deu o fins a 30 miralls als seus escúters. La portada de l'àlbum de The Who Quadrophenia, (que inclou temes relacionats amb les subcultures dels mods i els rockers), representa a un jove en una Vespa GS equipada amb quatre miralls, que va donar lloc a la pel·lícula homònima de 1979.

#### Altres subcultures
Més tard i al llarg de les dècades, les diferents subcultures juvenils nascudes a Anglaterra, des del moviment Punk als Skinhead, passant pels Scooter Boys, els Suedeheads, Hard Mods, Boot Boys, Rude Boys i altres, han fet de l'escúter un mitjà de transport i un vehicle identitari, creant una tribu urbana pròpia i alhora heterogènia en la seva composició, però sempre amb l'escúter -que arriba a presentar modificacions i personalitzacions de tota classe, des de mecàniques fins a les més estrictament estètiques- com a símbol destacat. És habitual l'associació d'aquests col·lectius en diferents clubs on a més de tenir l'escúter com a motiu gregari, també s'hi inclouen altres aspectes comuns com la música, l'estètica, la vestimenta i l'aspecte personal.